# Edward Tabah
Pour les articles homonymes, voir Tabah.
Edward John Tabah était un médecin et professeur québécois né en 1918 et décédé à Montréal le 2 mars 2001.
Il a commencé sa carrière dams les Forces armées canadiennes en 1943 puis s'est join à l’hôpital Royal Victoria en 1946. Il est ensuite allé à New York pour 5 ans afin d’étudier le traitement de cancer au Memorial Sloan-Kettering Cancer Center. Il est retourné à Montréal et il est devenu un chirurgien permanent à l’hôpital Royal Victoria. 
Il fonde en 1965 l’Institut des Cèdres contre le cancer dont le but est de financer une variété d’activités liées au cancer à l’hôpital Royal Victoria et au CUSM.
Il est également professeur associé de chirurgie à l’Université McGill.

## Distinctions
- 1986 : Prix de service distingué de l’hôpital Royal Victoria
- 1993 : Membre de l'Ordre du Canada